# Horstkurtcaris mangyans
Horstkurtcaris mangyans is een eenoogkreeftjessoort uit de familie van de Parastenocarididae. De wetenschappelijke naam van de soort is voor het eerst geldig gepubliceerd in 1999 door Bruno & Cottarelli.